# Baldwinholme
Baldwinholme – przysiółek w Anglii, w Kumbrii. Leży 9 km na południowy zachód od miasta Carlisle i 418 km na północny zachód od Londynu. W latach 1870–1872 osada liczyła 234 mieszkańców.